# Novohoroșevske, Petropavlivka
Novohoroșevske (în ucraineană Новохорошевське) este un sat în comuna Vasîlivka din raionul Petropavlivka, regiunea Dnipropetrovsk, Ucraina.

## Demografie
Componența lingvistică a localității Novohoroșevske
     Ucraineană (92,65%)
     Rusă (7,06%)
     Alte limbi (0,29%)
Conform recensământului din 2001, majoritatea populației localității Novohoroșevske era vorbitoare de ucraineană (92,65%), existând în minoritate și vorbitori de rusă (7,06%).